# Tom Alte
Tom-Niclas Alte (Karlsruhe, 27 gennaio 1995) è un cestista tedesco.